# Albertina (ime)
Albertina je žensko osebno ime.

## Izvor imena
Albertina je različica ženskega osebnega imena Alberta.

## Pogostost imena
Po podatkih Statističnega urada Republike Slovenije je bilo na dan 31. decembra 2007 v Sloveniji število ženskih oseb z imenom Albertina: 10.

## Osebni praznik
Osebe z imenom Albertina lahko godujejo takrat kot osebe z imenom Alberta oz. Albert.